# Mord mit kleinen Fehlern
Mord mit kleinen Fehlern (Originaltitel Sleuth) ist ein britischer Thriller von Joseph L. Mankiewicz aus dem Jahr 1972. Das Drehbuch schrieb Anthony Shaffer nach seinem Theaterstück Revanche (Sleuth).

## Handlung
Der exzentrische Kriminalautor Andrew Wyke, stolz auf seine aristokratische Herkunft und mit modernen gesellschaftlichen Entwicklungen fremdelnd, lädt den Friseur Milo Tindle auf sein abgelegenes Anwesen ein. Tindle unterhält bereits seit längerem eine Affäre mit Wykes Frau Marguerite, die er auch heiraten will. Wyke, der selbst eine Geliebte namens Téa hat, ist bereit, seine Frau gehen zu lassen, schreckt aber vor den Kosten einer Scheidung zurück. Zudem sei Marguerite einen Lebensstil gewohnt, den ihr ein einfacher Friseur nicht bieten könne. Wyke schlägt also vor, Tindle solle zum Schein bei ihm einbrechen und seine Diamanten stehlen; er könne diese anschließend verkaufen und Wyke bekäme eine hohe Versicherungssumme zugesprochen. Der eigentlich nicht kriminelle Tindle lässt sich nach einigem Zögern auf diesen Coup ein, da der von seinem als Kriminalautor geschärften kriminalistischen Verstands überzeugte Wyke ständig die Durchdachtheit und Unfehlbarkeit seines Plans betont. Als Clown verkleidet fingiert Tindle daraufhin den Einbruch, während Wyke Tindles Anzug in seinem Kleiderschrank versteckt und seinen Tresor sprengt. Um nun den Eindruck eines tatsächlichen Überfalls perfekt zu machen, verlangt Wyke von Tindle, dass beide das Haus verwüsten und einen Kampf fingieren, währenddessen Wyke auf den Einbrecher geschossen und dieser ihn anschließend niedergeschlagen habe. Nachdem Wyke mit scharfer Munition zwei Mal im Zimmer umhergeschossen hat, offenbart er Tindle, dass er ihn nun erschießen werde. Der gesamte Plan rund um den fingierten Diamantendiebstahl sei lediglich eine List gewesen, um den eigentlichen Plan, Tindle als gewalttätigen Einbrecher in Notwehr erschießen zu können, lückenlos vorzubereiten. Zuvor verschafft Wyke seinem Frust Luft, dass der gesellschaftliche Emporkömmling Tindle als Sohn eines italienischen Einwanderers eigentlich Tindolini heiße, mittellos aufgewachsen sei und er es nicht ertragen könne, an einen solchen Mann seine Frau zu verlieren. Nachdem Wyke auf den um sein Leben flehenden Tindle schießt, blendet der Film ab.
Einige Tage später erhält Wyke Besuch von Inspector Doppler. Dieser sei als Ermittler von der hiesigen Polizei hinzugezogen worden, um das plötzliche Verschwinden von Milo Tindle zu untersuchen. Wyke gibt zwar an, Tindle zu kennen, ihn aber monatelang nicht gesehen zu haben. Umso entsetzter reagiert Wyke, als Doppler aus Wykes Kleiderschrank den zuvor dort versteckten Anzug von Tindle hervorzieht und ihn damit konfrontiert, dass ein Passant einige Tage zuvor Schüsse aus dem Haus gehört habe. Vor seinem Verschwinden habe Tindle gegenüber weiteren Personen angegeben, er wolle Wyke besuchen und im Garten des Anwesens würde sich ein frisch aufgehäufter Erdhügel befinden, in welchem problemlos eine Leiche zu verstecken wäre. Wyke gesteht daraufhin panisch, dass er Tindle tatsächlich eingeladen habe und dieser bei ihm gewesen sei. Er habe ihn für die persönliche Kränkung rund um seine Ehefrau demütigen wollen und gibt an, dass der Schuss auf Tindle lediglich eine Platzpatrone gewesen sei. Nach diesem „heiteren Spiel“ habe Tindle das Anwesen körperlich wohlauf verlassen. Als Doppler auf der Treppe jedoch geronnenes Blut findet, bricht Wyke gänzlich in sich zusammen. Doppler offenbart ihm, dass er von Wykes Arroganz angewidert sei: In dessen Romanen sei die Polizei stets mit den einfachsten kriminalistischen Problemen überfordert und erst der blaublütige Privatdetektiv sei in der Lage, diese zu erkennen und zu lösen. Im echten Leben hätten solche aus der Zeit gefallenen Geschichten jedoch keinen Platz mehr und daher sei es Doppler ein Vergnügen, Wyke nun festzunehmen. Als Wyke wiederholt flehend seine Unschuld beteuert, lüftet Doppler sein Geheimnis: Er ist der maskierte Tindle, der sich an Wyke für die Demütigung wenige Tage zuvor rächen wollte. Die Beweise in Form seines Anzugs, des Bluts auf der Treppe und des Erdhügels im Garten habe er am Abend zuvor in Wykes Abwesenheit vorbereitet. Erleichtert vom Ausgang der Situation beglückwünscht Wyke Tindle zu diesem „gelungenen Spiel“, welches er angeblich jedoch bereits zu Beginn durchschaut habe, und lädt ihn auf einen Drink ein.
Die scheinbar entspannte Stimmung kippt jedoch wenige Minuten später, als Tindle behauptet, als er am Abend zuvor sein „Spiel“ vorbereitet habe, sei er im Anwesen auf Téa getroffen. Er habe sie zunächst verführt und anschließend erwürgt. Sie würde nun im Garten in dem frisch aufgehäuften Erdhügel verscharrt liegen. Tindle hätte vier Gegenstände, die Wyke als ihren Mörder überführen, im Haus versteckt und die Polizei informiert. Diese würde zeitnah eintreffen und Wyke blieben nur wenige Minuten, diese Beweise anhand von aufgesagten Rätseln zu finden. Durch Tindles massive Hilfestellungen kann Wyke diese Beweise zwar finden, jedoch stellt sich die gesamte Geschichte nur als weiteres „Spiel“ heraus. Téa sei in dieses durch Tindle sogar eingeweiht und habe als „Beweise“ freiwillig einige persönliche Gegenstände zur Verfügung gestellt. Außer sich vor Zorn, nun bereits ein zweites Mal von Tindle hereingelegt worden zu sein und von diesem auch noch mit seiner Impotenz provokant konfrontiert, schießt Wyke erneut auf diesen – dieses Mal mit scharfer Munition. Kurz darauf ertönen Sirenen – Tindle hatte die Polizei offenbar doch mitgebracht. Den sterbenden Tindle beobachtend wird sich Wyke darüber klar, was er mit seinem „Spiel“ angerichtet hat.

## Hintergrund

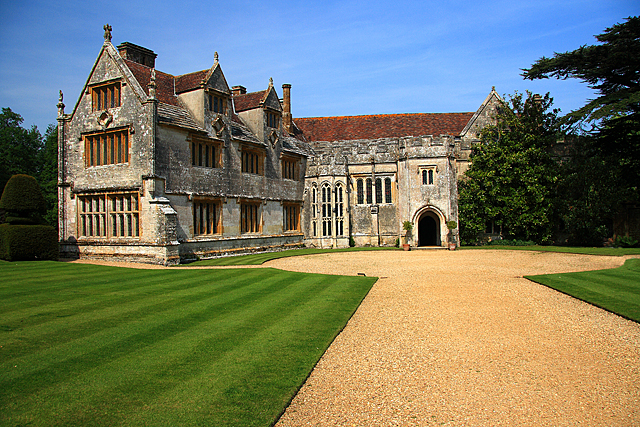
Athelhampton House

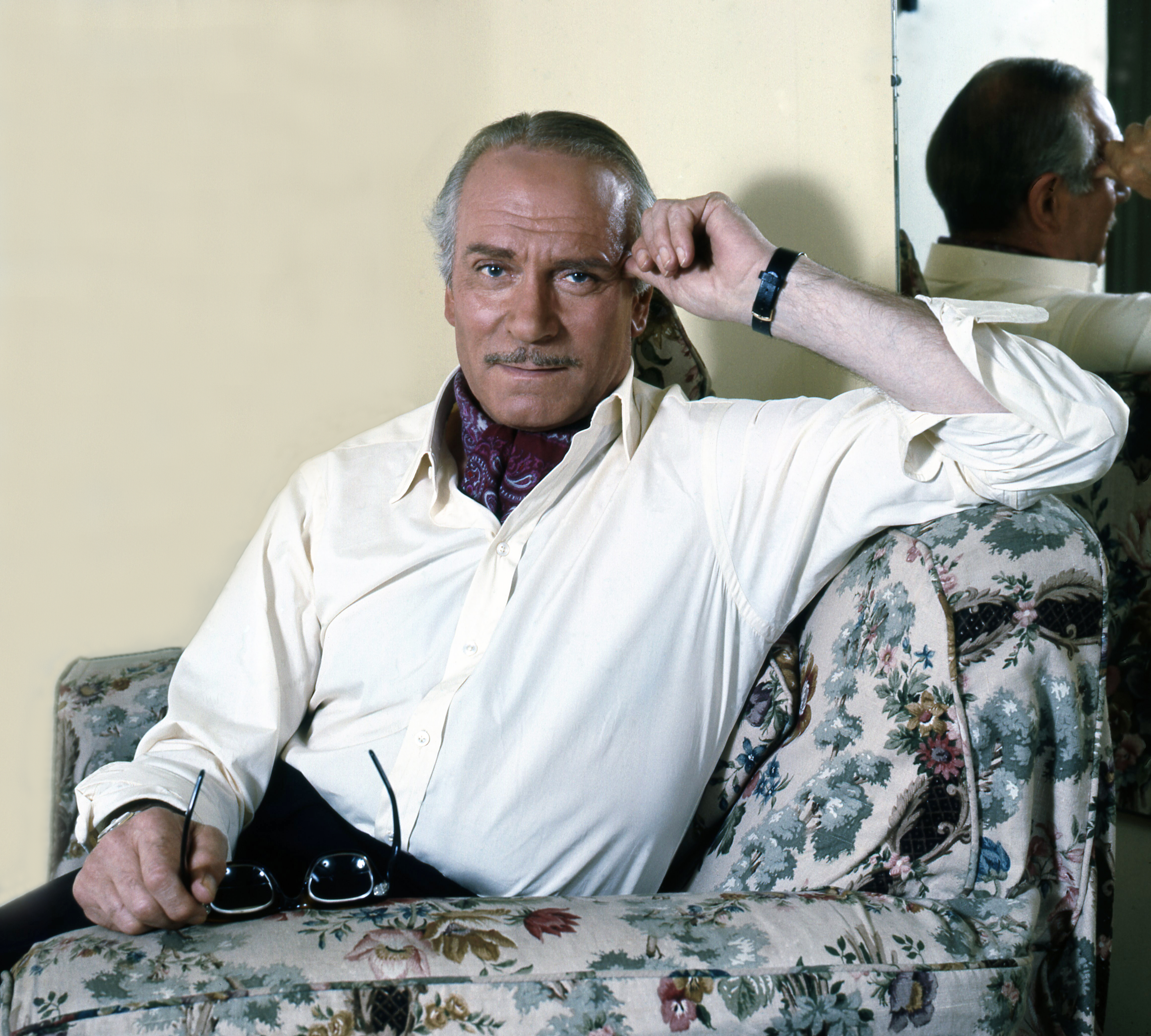
Laurence Olivier im Kostüm seiner Rolle. Fotografie von Allan Warren (1972)

Mord mit kleinen Fehlern basiert auf Anthony Shaffers 1969 uraufgeführtem Theaterstück Sleuth (dt. Schnüffler, Spürhund), das 1971 mit einem Tony Award als bestes Theaterstück ausgezeichnet wurde. Shaffer war zunächst gegen eine Verfilmung seines Werks, da er eine Beeinträchtigung des Theatererfolgs befürchtete. Nachdem er zugestimmt und nachfolgend auch selbst ein Drehbuch verfasst hatte, befürwortete er die Besetzung von Anthony Quayle als Andrew Wyke. Dieser hatte die Rolle bereits mehrfach auf der Bühne gespielt, das Studio entschied sich aber für Laurence Olivier, der das Theaterstück ein Jahr zuvor im Gespräch mit Quayle noch als „a piece of piss“ bezeichnet hatte. Alan Bates, dem die Rolle des Milo Tindle angeboten worden war, lehnte ab, nachdem er sich das Stück im Theater angeschaut hatte. Er hatte sich aber nicht vorab informiert und die Aufführung nach dem Ende des ersten Aktes verlassen, da er davon ausging, dass die Rolle Tindles mit dessen vermeintlicher Ermordung abgeschlossen sei. Schließlich wurde Michael Caine verpflichtet.
Die Dreharbeiten fanden zwischen Mai und Juli 1972 in den britischen Pinewood Studios sowie auf dem Gelände von Athelhampton House nahe Puddletown in Dorset statt. Extra für den Film wurde im dortigen Garten ein Irrgarten errichtet, der aber nicht mehr existiert. Die Ausstattung der Räumlichkeiten im Studio war ebenfalls dem Inneren von Athelhampton House nachempfunden. Für die Gestaltung der Aufbauten zeichnete Ken Adam verantwortlich.
Mord mit kleinen Fehlern feierte am 10. Dezember 1972 Premiere und kam am 31. Januar 1973 in die deutschen Kinos. Im geistreich-skurrilen britischen Krimi-Genre gilt er als ausgesprochener Kultfilm. Der Film war Joseph L. Mankiewicz’ letzte Regiearbeit.
2007 drehte Kenneth Branagh ein Remake des Films nach einem Drehbuch des Literaturnobelpreisträgers Harold Pinter. Die Hauptrollen wurden von Jude Law und Michael Caine übernommen. Caine spielte diesmal jedoch die Rolle des Andrew Wyke.
Um das Publikum auf eine falsche Fährte zu locken, werden im Vorspann die Schauspieler Alec Cawthorne (Inspector Doppler), John Matthews (Detective Sergeant Tarrant), Eve Channing (Marguerite Wyke) und Teddy Martin (Police Constable Higgs) als Teil der Besetzung genannt. Sämtliche Namen sind frei erfunden, da Andrew Wyke und Milo Tindle die einzigen Figuren sind, die im Film vorkommen. Der Name Eve Channing ist eine Zusammensetzung aus 'Eve Harrington' und 'Margot Channing', den beiden Hauptfiguren in Joseph L. Mankiewicz’ Film Alles über Eva. Das Porträt von Marguerite Wyke wurde nach dem Vorbild von Paul Newmans Frau Joanne Woodward gemalt.
Bei dem aus der vierten (gemeint ist altägyptischen) Dynastie stammenden Spiel handelt es sich um Senet, das allerdings entstehungsgeschichtlich der ersten Dynastie zugerechnet wird und somit einige Zeit älter ist.

## Kritik
„Verfilmung eines Zwei-Personen-Stücks, die mit intelligenten Dialogen, elegant-pointierter Darstellung und einer ungemein souveränen Regie brilliert; zugleich eine Parodie auf den englischen Kriminalroman und eine tiefer gehende Auseinandersetzung mit dem Grenzbereich zwischen intellektuellem Spiel und mörderischem Ernst. Gescheite und genüssliche, nur zuletzt von einigen Längen gedehnte Unterhaltung.“

„Joseph L. Mankiewicz (...) gelang ein brillantes Kammerspiel, das ihm eine Oscar-Nominierung bescherte. Fazit: Knifflig-skurrile Magical Mystery Tour.“

## Auszeichnungen
Academy Awards 1973
- Nominierung in der Kategorie Beste Regie für Joseph L. Mankiewicz
- Nominierung in der Kategorie Bester Hauptdarsteller für Michael Caine
- Nominierung in der Kategorie Bester Hauptdarsteller für Laurence Olivier
- Nominierung in der Kategorie Beste Filmmusik für John Addison

Neben Give ’em Hell, Harry! ist Mord mit kleinen Fehlern der einzige Film, dessen gesamte Besetzung für einen Oscar nominiert wurde. John Addison erhielt eine nachträgliche Nominierung, da Nino Rotas Filmmusik für Der Pate disqualifiziert worden war.
BAFTA Award 1974
- Nominierung in der Kategorie Bestes Drehbuch für Anthony Shaffer
- Nominierung in der Kategorie Bester Hauptdarsteller für Laurence Olivier
- Nominierung in der Kategorie Beste Kamera für Oswald Morris
- Nominierung in der Kategorie Bestes Szenenbild für Ken Adam

David di Donatello 1973
- Auszeichnung in der Kategorie Bester ausländischer Schauspieler für Laurence Olivier

Edgar Allan Poe Awards 1973
- Auszeichnung in der Kategorie Bester Spielfilm für Anthony Shaffer

Evening Standard British Film Awards 1975
- Auszeichnung in der Kategorie Bester Schauspieler für Michael Caine

Golden Globe Awards 1973
- Nominierung in der Kategorie Bester Film – Drama
- Nominierung in der Kategorie Bester Hauptdarsteller – Drama für Michael Caine
- Nominierung in der Kategorie Bester Hauptdarsteller – Drama für Laurence Olivier

New York Film Critics Circle Awards 1973
- Auszeichnung in der Kategorie Bester Hauptdarsteller für Laurence Olivier